# بنیاد ترومای مغز
بنیاد ترومای مغز (به انگلیسی: Brain Trauma Foundation) در سال ۱۹۸۶ برای توسعهٔ تحقیقات در مورد ضربه مغزی (TBI) تأسیس شد. مأموریت بنیاد بهبود بیماران ضربهٔ مغزی در سراسر کشور ایالات متحده آمریکا از طریق کارکردن بر روی نحوهٔ اجرای دستورالعمل‌های مبتنی ارزیابی نحوهٔ مراقبت‌های اورژانس بیمارستان، برنامه‌های بهبود کیفیت و هماهنگ‌کردن برنامه‌های آموزشی برای متخصصین پزشکی گسترش یافته‌است.

## دستورالعمل ضربهٔ مغزی
بنیاد تروما مغزی دستورالعمل‌های مدیریت ضربه مغزی، که در ابتدا در سال ۱۹۹۵ منتشر شده بود را دوباره مورد تجدید نظر قرار داد و در سال ۲۰۰۷، منتشر نمود. این بنیاد همچنین دستورالعمل‌های کوتاه برای ضربهٔ مغزی کودکان، و مدیریت پیش از زایمان ضربهٔ مغزی، نشانه‌های اولیه و پیش‌آگهی ضربهٔ مغزی شدید، مدیریت جراحی ضربهٔ مغزی و مدیریت زمینه برای متخصصان را ایجاد کرده‌است. این دستورالعمل‌ها به‌دنبال ایجاد هماهنگی در مراقبت از بیماران ضربهٔ مغزی در سراسر جهان است.
یک تجزیه و تحلیل مستقل از اثر دستورالعمل‌های بنیاد تروما مغز (BTF) در مورد ضربه مغزی (TBI) و صرفه‌جویی در هزینه توسط مرکز کنترل و پیشگیری بیماری (CDC) دریافت که اگر دستورالعمل BTF به‌طور منظم مورد استفاده قرار گیرد، کاهش ۵۰ درصدی مرگ و میر، بهبود کیفیت زندگی و صرفه‌جویی در هزینه به میزان ۲۶۲ میلیون دلار در هزینه‌های پزشکی سالانه، ۴۳ میلیون دلار هزینه‌های بازسازی سالانه و هزینهٔ تأمین اجتماعی ۳٫۸۴ میلیارد دلار در پی دارد.
دستورالعمل‌ها توسط انجمن جراحان اعصاب آمریکا، کمیتهٔ سازمان جهانی بهداشت صدمهٔ اعصاب بر اثر ضربه و وزارت بهداشت ایالات متحده در نیویورک تأیید شده‌است. دستورالعمل‌ها به همهٔ جراحان اعصاب در ایالات متحده تحویل شده‌است. این دستورالعمل‌ها پروتکل‌هایی را فراهم می‌کند که برای زنده ماندن و درمان بیماران ضربهٔ مغزی اثبات شده‌است و نشان داده شده‌است که میزان مرگ و میر را کاهش می‌دهد.

## نظارت بر فشار داخل جمجمه (ICP)
یکی از نکات اصلی این دستورالعمل، توصیه به نظارت بر فشار درون‌جمجمه‌ای در درمان بیماران مبتلا به ضربهٔ مغزی است. این فرایند مانیتورینگ ICP نامیده می‌شود.